# Tułuków
Tułuków (ukr. Тулуків) – wieś na Ukrainie w rejonie śniatyńskim obwodu iwanofrankiwskiego.